# Museu Municipal Histórico e Cultural Tomé Portes del- Rei
O Museu Municipal Histórico e Cultural Tomé Portes del- Rei pertence ao município de São João del-Rei
. Instalado inicialmente na casa onde morou Bárbara Heliodora, construída no século XVIII, está em mudança para o sobrado construído no século XIX e que pertenceu ao Barão de São João del-Rei
. Possui dois acervos com tombamento municipal o Braço da Balança, de pesagem do Quinto do Ouro, e os Bordados de João Cândido Felisberto, o "Almirante Negro", líder da Revolta da Chibata, além de outros objetos que remetem aos séculos XIX e XX.